# Truncatoflabellum crassum
Espèce
Statut CITES
Truncatoflabellum crassum est une espèce de coraux appartenant à la famille des Flabellidae.